# Johannes Guittienne

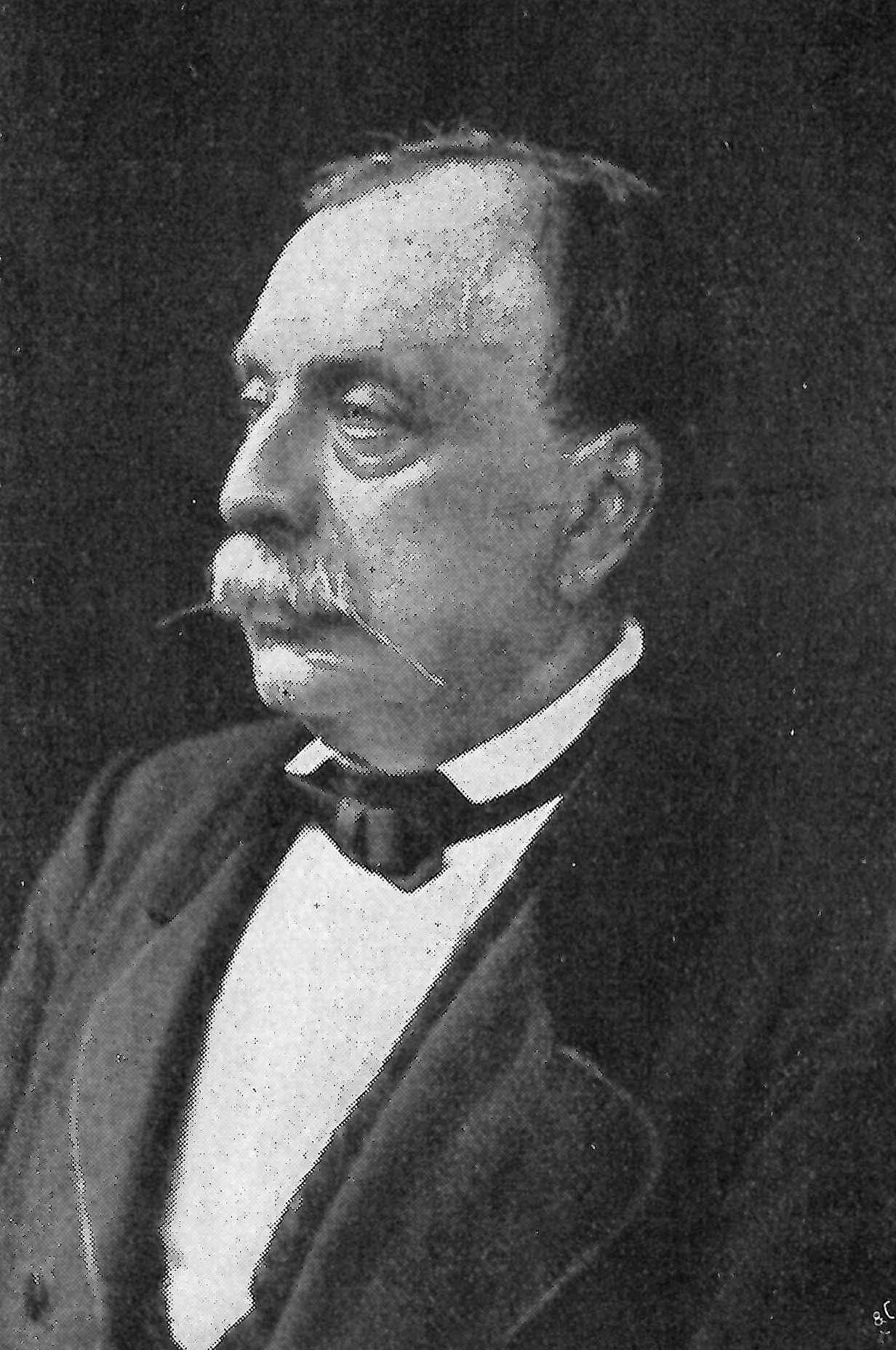
Johannes Guittienne

Johannes Guittienne (* 15. April 1809 in Niedaltdorf; † 10. Mai 1889 ebenda) war ein deutscher Politiker. 

## Leben
Seine Eltern waren der Gutsbesitzer Johann oder Jean Mathias Guittienne (1775–1848) und Margarethe (1768–1829), geb. Heitz. Seine Brüder waren Mathias und Nicolaus (1804–1866).
Johannes Guittienne besuchte die Schulen in Trier und Saarbrücken, war 1828/29 ein Jahr als Einjährig-Freiwilliger beim Infanterie-Regiment „Graf Werder“ (4. Rheinisches) Nr. 30, wo er Leutnant, später Leutnant der Landwehr wurde. Ab 1829 studierte er Rechtswissenschaften in Bonn, München, Heidelberg und Berlin. Fritz Reuter nannte ihn „De Franzos“. 1831 heirateten er und sein Bruder Nicolaus Bernhard Richards Töchter Katharina (1816–1863) und Elisabeth (1810–1861).
1832 nahm er am Hambacher Fest teil, begleitete im Juni seinen politischen Mentor Karl Heinrich Brüggemann und war im Herbst (ebenso wie Gustav Körner) Abgeordneter auf dem Burschentag in Frankfurt am Main. „1833 wurde er wegen seiner Mitgliedschaft zur Burschenschaft zu Bonn, der Germania zu München, der Franconia zu Heidelberg und zum Preßverein verhaftet und 1834 nach Magdeburg“ in die dortige Festung gebracht, wo er unter anderem Haftgefährte von Fritz Reuter war. 1836 wurde er in Berlin mit den anderen Burschenschaftern Brüggemann sowie Heinrich Jacoby (1811–1890) aus Alt-Strelitz und Hermann Müller (1812–1893) aus Neubrandenburg wegen Hochverrats zum Tode verurteilt, die Todesstrafe aber in 30 Jahre Festungshaft umgewandelt. In Magdeburg wohnte er mit Peter Haßlacher zusammen. Im Zuge der Demagogenverfolgung wurde Guittienne im Schwarzen Buch der Frankfurter Bundeszentralbehörde (Eintrag Nr. 586) festgehalten.

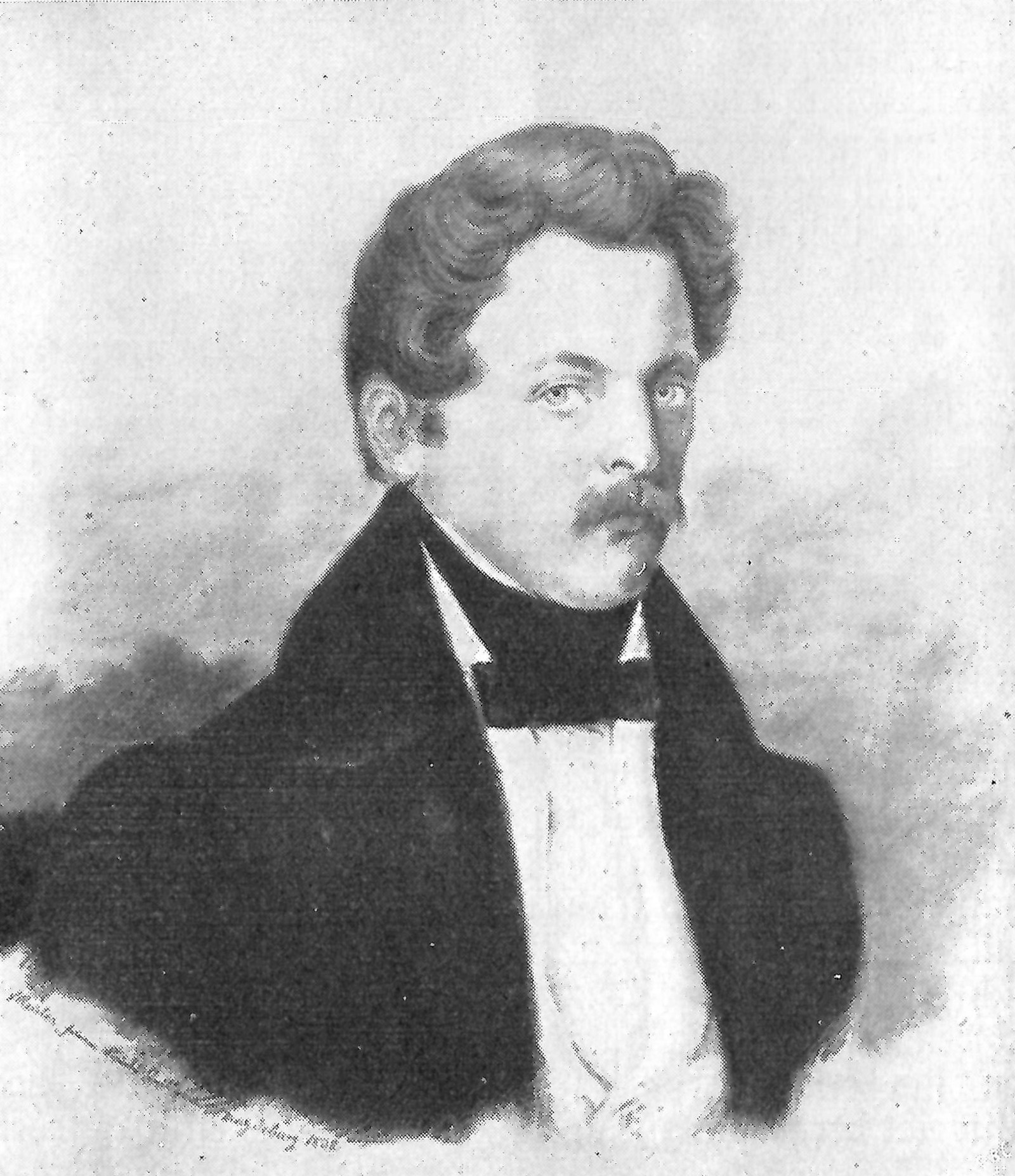
Johannes Guittienne, Zeichnung von Fritz Reuter

Infolge der Thronbesteigung von Friedrich Wilhelm IV. wurde er am 10. August 1840 amnestiert, kehrte nach Niedaltdorf zurück und lebte als Gutsbesitzer. 1848 wurde er sowohl Bürgermeister in Ihn als auch zum Abgeordneten der Preußischen Nationalversammlung nach Berlin erwählt, wo er Platz bei den äußersten Linken fand. Die zweite Kammer wurde 1849 aufgelöst. Als Anhänger der Umsturzpartei wurde er 1851 als Bürgermeister entlassen. 1847/48 wurde er auch Mitglied im Frankfurter Vorparlament. 1849 und 1855–1861 war er auch Abgeordneter der Zweiten Kammer des Preußischen Abgeordnetenhauses.
1861–1865 war er Vertreter der Landgemeinden des Kreises Saarlouis im rheinischen Provinziallandtag in Düsseldorf. 1870 wurde ihm der Kronenorden verliehen. 1872–1885 war er Bürgermeister von Oberesch. Er war auch Mitglied des Saarlouiser Kreistages. Nach dem Nachruf von  Pfarrer Rausch soll er 23 Ämter innegehabt haben. 
Seine letzte Ruhestätte befindet sich im Familiengrab rechts vom Eingang der Niedaltdorfer Pfarrkirche. An seinem Geburtsort ist ein Platz nach ihm benannt. Im Mai 2014 wurde er zum ersten Ehrenbürger von Rehlingen-Siersburg.